# Livoneca bowmani
Livoneca bowmani is een pissebed uit de familie Cymothoidae. De wetenschappelijke naam van de soort is voor het eerst geldig gepubliceerd in 1981 door Brusca.